# Bianco Bianchi
Pour les articles homonymes, voir Bianchi.
Bianco Bianchi, né le 6 avril 1917 à Quarrata et mort le 17 juillet 1997 à Livourne, est un coureur cycliste italien de cyclisme sur piste.

## Carrière
Bianco Bianchi participe aux Jeux olympiques d'été de 1936 à Berlin et remporte la médaille d'argent dans l'épreuve de poursuite par équipes avec Severino Rigoni, Mario Gentili et Armando Latini.

## Palmarès
- 1936
  -  Médaillé d'argent de la poursuite par équipes aux Jeux olympiques